# Povratak u raj
Povratak u raj (eng. Return to Paradise) je australsko-britanska televizijska serija koja se premijerno prikazala od 8. rujna do 13. listopada 2024. u Australiji, i od 22. studenoga 2024. u Ujedinjenom Kraljevstvu. To je druga spin-off serija dugovječne kriminalističke serije Smrt u raju. Serija se u Hrvatskoj prikaziuje od 6. siječnja 2025. na kabelskom kanalu BBC First i od 13. veljače na kanalu Star Crime.
Dana 21. studenoga 2024. objavljeno je da je druga sezona serije u razvoju.

## Radnja
Detektivka rođena u Australiji, inspektorica Mackenzie Clarke radi za londonsku Metropolitansku policiju na početku serije. Vraća se u svoj rodni grad Dolphin Cove kako bi pomogla popraviti majčinu kuću, ali na kraju se privremeno ponovno pridružuje lokalnom policijskom timu kako bi im pomogla riješiti ubojstvo. Kada se njezin povratak u London odgodi zbog optužbi za manipuliranje dokazima, prisiljena je ostati na neodređeno vrijeme. Njezinu novu poziciju komplicira činjenica da je jedan od njezinih suradnika njezin bivši zaručnik kojeg je ostavila pred oltarom godinama ranije, a šefica njezina buduća svekrva.

## Glumačka postava
- Anna Samson kao inspektor detektiv Mackenzie Clarke
- Lloyd Griffith kao viši policijski službenik - detektiv Colin Cartwright
- Aaron L. McGrath kao časnik Felix Wilkinson
- Catherine McClements kao narednica Philomena Strong, Mackenziejev šefica i Glennova majka
- Celia Ireland kao Reggie Rocco, volonterka u policijskoj postaji
- Ardal O'Hanlon kao inspektor detektiv Jack Mooney
- Tai Hara kao sudski patolog Glenn Strong, Mackenziejev bivši zaručnik
- Andrea Demetriades kao Daisy Dixon, Glennova djevojka

## Pregled serije
Serija se premijerno prikazala od 8. rujna do 13. listopada 2024. u Australiji, i od 22. studenoga do 27. prosinca 2024. u Ujedinjenom Kraljevstvu. U Hrvatskoj se premijerno počela prikazivat 6. siječnja 2025. na kabelskom kanalu BBC First, a od 13. veljače na kanalu Star Crime.
U studenome 2024. serija je obnovljena za drugu sezonu koja je već u razvoju.
| Sezona | Sezona | Epizoda | Izvorno prikazivanje | Izvorno prikazivanje | Hrvatsko prikazivanje | Hrvatsko prikazivanje | Hrvatsko prikazivanje | Hrvatsko prikazivanje |
| Sezona | Sezona | Epizoda | Izvorno prikazivanje | Izvorno prikazivanje | BBC First             | BBC First             | Star Crime            | Star Crime            |
| Sezona | Sezona | Epizoda | Premijera            | Finale               | Premijera             | Finale                | Premijera             | Finale                |
| ------ | ------ | ------- | -------------------- | -------------------- | --------------------- | --------------------- | --------------------- | --------------------- |
|        | 1.     | 6       | 8. rujna 2024.       | 13. listopada 2024.  | 6. siječnja 2025.     | 10. veljače 2025.     | 13. veljače 2025.     | 20. ožujka 2025.      |

## Vanjske poveznice
Return to Paradise u internetskoj bazi filmova IMDb-a